# Catherine Corsini
Catherine Corsini (ur. 18 maja 1956 w Dreux) – francuska reżyserka i scenarzystka filmowa. Autorka ponad 20 filmów fabularnych, telewizyjnych i krótkometrażowych. Do jej najbardziej znanych pełnometrażowych fabuł należą: Próba generalna (2001), Ambitni (2006), Odchodząc (2009), Trzy światy (2012), Piękne lato (2015), Miłość niemożliwa (2018) i Podziały (2021).
W swojej twórczości często zajmuje się tematem homoseksualnej tożsamości. Prywatnie jej partnerką życiową jest Elisabeth Perez, która stale pełni funkcję producentki filmów Corsini.
Zasiadała w jury sekcji „Horyzonty” na 70. MFF w Wenecji (2013). Przewodniczyła obradom jury Złotej Kamery na 69. MFF w Cannes (2016).